# نصرالله (تونس)
نصرالله (به عربی: نصر الله) یک منطقهٔ مسکونی در تونس است که در استان قیروان واقع شده‌است.
 نصرالله  ۸٬۹۳۰ نفر جمعیت دارد.